# 菜煎饼
菜煎饼是山东淄博一带的一种食品，将豆腐、粉条、韭菜或葱炒熟后，作为馅均匀摊在煎饼里，然后将煎饼折成长方形，再放入锅内，加油将煎饼两面烙成金黄色。与辽宁一带的煎饼盒子非常相像。